# Super/Man : L'Histoire de Christopher Reeve
Pour les articles homonymes, voir Superman (homonymie).
Pour plus de détails, voir Fiche technique et Distribution.
Super/Man : L'Histoire de Christopher Reeve (Super/Man: The Christopher Reeve Story) est un film américano-britannique réalisé par Ian Bonhôte et Peter Ettedgui et sorti en 2024. Il s'agit d'un documentaire racontant le combat contre la maladie de l'acteur Christopher Reeve, célèbre pour avoir incarné Superman dans quatre films.
Le film est présenté au festival du film de Sundance 2024. Il a ensuite été acheté par Warner Bros. avec l'aide de ses filiales DC Studios, HBO Documentary Films et CNN Films, et reçoit une sortie limitée avant d'être diffusé sur le service Max et la chaîne HBO.

## Synopsis
L'histoire est présentée dans un récit non linéaire, alternant entre avant et après l'accident d'équitation de Reeve.
Christopher Reeve a une enfance difficile, avec ses parents qui divorcent très jeune et son arbre généalogique compliqué en raison de plusieurs remariages de ses parents, et il entretient une relation particulièrement tendue avec son père Franklin. Il étudie à la Juilliard School et se lie d'amitié avec son camarade de classe Robin Williams. Le film Superman (1978) commence le casting de le rôle-titre, et malgré les offres de plusieurs célébrités intéressées par le film, le réalisateur Richard Donner souhaite qu'un acteur inconnu le joue. Le jeune acteur auditionne et remporte le rôle malgré la désapprobation de son père et de ses pairs.
Pendant le tournage, il rencontre l'agent de mannequin britannique Gae Exton, avec qui il entame une romance éclair. Superman sort en 1978 et devient un énorme succès. Unanimement salué, l'acteur devient une star. Ce succès se poursuit avec Superman 2 (1980). Cependant, la reconnaissance qu'il reçoit pour son interprétation de Superman entrave la carrière de Reeve en dehors de la franchise. Reeve vit à Londres avec Exton, qui donne naissance à Matthew et Alexandra. Il n'est pas satisfait de sa carrière et n'accepte de jouer dans Superman 3 (1983) et Superman 4 (1987) que par obligation. Matthew admet que son père était souvent absent et ne s'engageait pas en raison de son éducation. Christopher Reeve et Gae Exton se séparent en 1987.
Cinq mois après sa rupture avec Gae Exton, il rencontre la chanteuse et actrice Dana Morosini. Les deux commencent à sortir ensemble et l'acteur surmonte finalement son hésitation à propos du mariage et fait sa demande à Dana. Ils se marient en avril 1992 et leur fils Will naît en juin de la même année. Dana est une figure maternelle attentionnée pour Matthew et Alexandra. Le 27 mai 1995, Christopher Reeve tombe de son cheval, souffrant d'une blessure à la moelle épinière qui le paralyse du cou aux pieds. Il pense qu'il a ruiné la vie de sa famille, mais Dana le rassure : « Tu es toujours toi et je t'aime. » Il reçoit le soutien de ses amis et de sa famille, notamment de Robin Williams, qui l'aide à rire pour la première fois depuis l'accident. Christopher Reeve est en convalescence au Kessler Institute for Rehabilitation (en) où il se lie d'amitié avec d'autres personnes handicapées. À la maison, Dana et une équipe d'infirmières s'occupent de lui 24 heures sur 24. Avec l'aide d'une grande camionnette achetée par Robin Williams et son épouse Marsha, Reeve se rend à Los Angeles et fait une apparition à la 68e cérémonie des Oscars le 25 mars 1996, où il reçoit une standing ovation.
Militant pour des causes sociales pendant la majeure partie de sa vie, Christopher Reeve commence à utiliser sa plateforme pour plaider en faveur des personnes handicapées et de la recherche sur les lésions médullaires, s'exprimant lors de plusieurs événements majeurs, tels que la Convention nationale démocrate. Il crée la Fondation Christopher Reeve qui va tenter de faire pression pour plusieurs projets de loi et plaider en faveur de la recherche sur les cellules souches. Christopher Reeve retrouve la capacité d'effectuer de petits mouvements corporels, mais il ne peut pas sevrer complètement du ventilateur. Robin Williams et sa femme Marsha organisent des fêtes annuelles chez les Reeve le jour de l'anniversaire de l'accident, pour « célébrer la vie ». Réalisant un vieux rêve, Christopher Reeve fait ses débuts de réalisateur avec le téléfilm In the Gloaming (1997) et réalise également Pour que la vie continue... (2004), sur sa compatriote tétraplégique Brooke Ellison (en).
Christopher Reeve et sa famille réfléchissent à quel point leur relation est devenue étroite et épanouissante après son accident. Le 9 octobre 2004, quelques heures seulement après le match de hockey de Will, il tombe dans le coma et est hospitalisé. Il décède à l'âge de 52 ans. Alexandra et Will racontent en larmes avoir été témoins de la mort de leur père, tandis que Matthew était dans un taxi en route pour à l'hôpital lorsqu'il a appris le décès de son père. L'acteur est pleuré dans le monde entier par ses fans et par ceux qu'il a aidés grâce à son activisme. Dana succède à son défunt mari en tant que présidente de la fondation et continue de poursuivre sa passion pour le chant, mais on lui diagnostique plus tard un cancer du poumon. Elle décède le 6 mars 2006, à l'âge de 44 ans, laissant Will orphelin à l'âge de 13 ans.
Les trois enfants de l'acteur — Matthew, Alexandra et Will — rejoignent la fondation peu de temps après en tant que membres du conseil d'administration, avec l'intention de perpétuer l'héritage de Christopher et Dana Reeves. La fondation est rebaptisée Fondation Christopher-et-Dana-Reeve. Plusieurs percées et jalons modernes impliquant la recherche sur la paralysie sont attribués à l'activisme de Christopher et Dana Reeves.

## Fiche technique
Sauf indication contraire, les informations mentionnées dans cette section peuvent être confirmées par la base de données cinématographiques IMDb,  présente dans la section « Liens externes ».
- Titre original : Super/Man: The Christopher Reeve Story
- Titre français : Super/Man : L'Histoire de Christopher Reeve
- Réalisation : Ian Bonhôte et Peter Ettedgui
- Scénario : Ian Bonhôte, Peter Ettedgui et Otto Burnham
- Musique : Ilan Eshkeri
- Photographie : Bryan Twz Brousseau
- Montage : Otto Burnham
- Production : Ian Bonhôte, Robert Ford, Lizzie Gillett

Producteurs délégués : Hamish Fergusson, Emily Jeal, Daniel Kilroy, Kristen Lappas, Marie Margolius, Mark Meatto, David Moulton, Andee Ryder et Connor Schell
- Sociétés de production : Words + Pictures, Passion Pictures, Misfits Entertainment et Jenco Films
- Sociétés de distribution : 
  - Warner Bros. et Fathom Events (cinéma, États-Unis)
  - Max (streaming, international) / HBO (télévision, international)
  - Warner Bros. Pictures France (cinéma, France)
- Budget : N/A
- Pays de production :  États-Unis,  Royaume-Uni
- Langue originale : anglais
- Format : couleur - DCP - son Dolby Digital
- Genre : documentaire
- Durée : 104 minutes
- Dates de sortie[2] :
  - États-Unis : 21 janvier 2024 (festival de Sundance)
  - États-Unis : 21 septembre 2024 (sortie limitée)
  - France : 9 octobre 2024
  - États-Unis : 7 décembre 2024 (vidéo à la demande)
- Classification[3] :
  - États-Unis : PG-13

## Distribution
- Christopher Reeve, acteur (images et sons d'archives)
- Will Reeve, fils de l'acteur
- Alexandra Reeve Givens, fils de l'acteur
- Matthew Reeve, fils de l'acteur
- Susan Sarandon, actrice et amie de Christopher Reeve
- Kevin Johnson, demi-frère de Christopher
- Glenn Close, actrice et amie de Christopher Reeve
- Michael Manganiello, ami
- Jeff Daniels, acteur et ami de Christopher Reeve
- Pierre Spengler, producteur de Superman
- Dr Steven Kirshblum, chef du bureau médical du Kessler Institute
- Gae Exton, première compagne de l'acteur et mère de Matthew et Alexandra
- Whoopi Goldberg, actrice et amie de Christopher Reeve
- Brooke Ellison (en), avocate handicapée et amie de l'acteur
- John Kerry, homme politique et ami de l'acteur
- Laurie Hawkins, assistante de Christopher
- Dana Reeve, femme de l'acteur (images d'archives)
- F. D. Reeve, le père de Christopher (images d'archives)
- Barbara Johnson, la mère de l'acteur (images d'archives)
- Robin Williams, acteur et meilleur ami de Christopher Reeve (images d'archives)
- Richard Donner, réalisateur de Superman (images d'archives)
- Marlon Brando, acteur dans Superman (images d'archives)
- Gene Hackman, acteur dans Superman (images d'archives)
- Margot Kidder, actrice dans Superman (images d'archives)
- Neil Diamond, acteur envisagé pour incarner Superman (images d'archives)
- Bruce Jenner, acteur envisagé pour incarner Superman (images d'archives)
- Robert Redford, acteur envisagé pour incarner Superman (images d'archives)
- Arnold Schwarzenegger, acteur envisagé pour incarner Superman (images d'archives)
- Michael Caine, acteur dans Piège mortel (images d'archives)
- Johnny Carson, animateur TV (images d'archives)
- Bill Clinton (images d'archives)
- John Houseman (images d'archives)
- William Hurt, acteur (images d'archives)
- Richard Kiel, acteur (images d'archives)
- David Letterman, animateur TV (images d'archives)
- Barack Obama (images d'archives)
- David Prowse, acteur (images d'archives)
- Marsha Garces Williams (en), femme de Robin Williams (images d'archives)
- Oprah Winfrey, animatrice TV (images d'archives)
- John A. Jane, neurochirurgien (images d'archives)
- Holly Palance, actrice (images d'archives)
- Élisabeth II (images d'archives)

## Sortie et accueil

### Critique
Sur le site d'agrégation de critiques Rotten Tomatoes, le film obtient 98% d'avis favorables, pour 102 critiques et une note moyenne de 8,2⁄10. Le consensus suivant résumé les avis collectés : « Rétrospective affectueuse sur le courage et l'héroïsme de Christopher Reeve dans sa vie personnelle, Super/Man s'envole dans le ciel dans un élan d'inspiration. » Sur le site Metacritic, qui utilise une moyenne pondérée, le film obtient la note de 76⁄100 pour 21 critiques.
Amber Wilkinson de Screen Daily écrit notamment « La vie et l'œuvre de la star de « Superman », Christopher Reeve, sont encadrées et largement racontées par sa famille et ses amis dans le documentaire de plus en plus émouvant de Ian Bonhote et Peter Ettedgui
. » Monica Castillo du site Roger Ebert.com décrit le comme film comme son « grand cri de festival, quelque chose qui vous touche si profondément que la combinaison du manque de sommeil, de l'altitude et du sujet du film rend presque impossible de ne pas devenir ému. »
En France, le site Allociné propose une note moyenne de 3,4⁄5 basée sur 13 titres de presse. Dans Le Point, Marc Godin écrit notamment « Il y a au cœur de Super/Man un autre film : l'histoire exceptionnelle de ces deux amis qui vont s'épauler, s'entraider, s'aimer jusqu'à la fin… Et c'est bien sûr d'une indicible beauté. Il y a également la lutte incessante d'un homme cloué dans une chaise roulante qui se métamorphose en activiste et qui va mettre toute sa force dans la balance pour médiatiser les lésions de la moelle épinière, et surtout récolter des fonds pour la recherche en espérant, peut-être, trouver un remède. » Dans Le Nouvel Obs, on peut notamment lire sous la plume de Nicolas Schaller « Classique par sa forme télévisuelle et ses violons émotionnels, le documentaire, chapeauté par les enfants de l’acteur, bouleverse par son récit d’un destin maudit, tout comme la résilience et l’altruisme de la famille Reeve. »

## Distinctions
- BAFTA 2025 : Meilleur film documentaire